# باربرا هاردي
باربرا هاردي (بالإنجليزية: Barbara Hardy)‏ (27 يونيو 1924، سوانزي في المملكة المتحدة - 12 فبراير 2016)؛ كاتِبة وشاعرة بريطانية. درست في كلية لندن الجامعية.

## الجوائز
- زمالة الأكاديمية البريطانية